# Campeonato Paulista de Futebol de 2015
O Campeonato Paulista de Futebol de 2015 é realizado com duas divisões, ou seja; uma divisão com 3 Séries (A1-A2-A3), e uma divisão com 1 Série (B).

## Série A1

### Participantes
| Equipe           | Cidade                | Em 2014        | Estádio                 | Capacidade | Títulos             |
| ---------------- | --------------------- | -------------- | ----------------------- | ---------- | ------------------- |
| Audax            | Osasco                | 11° (Série A1) | José Liberatti          | 12 430     | 0 (não possui)      |
| Botafogo         | Ribeirão Preto        | 5º (Série A1)  | Santa Cruz              | 29 292     | 0 (não possui)      |
| Bragantino       | Bragança Paulista     | 8º (Série A1)  | Nabi Abi Chedid         | 17 128     | 1 (1990)            |
| Capivariano      | Capivari              | 1º (Série A2)  | Carlos Conalghi         | 7 314      | 0 (não possui)      |
| Corinthians      | São Paulo             | 9º (Série A1)  | Arena Corinthians       | 46 820     | 27 (último em 2013) |
| Ituano           | Itu                   | 1º (Série A1)  | Novelli Júnior          | 18 560     | 2 (último em 2014)  |
| Linense          | Lins                  | 16º (Série A1) | Gilberto Siqueira Lopes | 15 770     | 0 (não possui)      |
| Marília          | Marília               | 4º (Série A2)  | Bento de Abreu          | 15 015     | 0 (não possui)      |
| Mogi Mirim       | Mogi Mirim            | 15º (Série A1) | Vail Chaves             | 19 900     | 0 (não possui)      |
| Palmeiras        | São Paulo             | 3º (Série A1)  | Allianz Parque          | 43 600     | 22 (último em 2008) |
| Penapolense      | Penápolis             | 4º (Série A1)  | Tenente Carriço         | 10 679     | 0 (não possui)      |
| Ponte Preta      | Campinas              | 7º (Série A1)  | Moisés Lucarelli        | 19 728     | 0 (não possui)      |
| Portuguesa       | São Paulo             | 12° (Série A1) | Canindé                 | 21 004     | 3 (último em 1973)  |
| Red Bull Brasil  | Campinas              | 2º (Série A2)  | Moisés Lucarelli        | 19 728     | 0 (não possui)      |
| Rio Claro        | Rio Claro             | 13º (Série A1) | Augusto Schmidt Filho   | 15 000     | 0 (não possui)      |
| Santos           | Santos                | 2º (Série A1)  | Vila Belmiro            | 16 798     | 22 (último em 2016) |
| São Bento        | Sorocaba              | 3º (Série A2)  | Walter Ribeiro          | 13 772     | 0 (não possui)      |
| São Bernardo     | São Bernardo do Campo | 10º (Série A1) | Primeiro de Maio        | 15 789     | 0 (não possui)      |
| São Paulo        | São Paulo             | 6º (Série A1)  | Morumbi                 | 67 428     | 21 (último em 2005) |
| XV de Piracicaba | Piracicaba            | 14º (Série A1) | Barão de Serra Negra    | 18 000     | 0 (não possui)      |

## Série A2

### Participantes
| Equipe            | Cidade                | Em 2015        | Estádio                   | Capacidade | Títulos            |
| ----------------- | --------------------- | -------------- | ------------------------- | ---------- | ------------------ |
| Água Santa        | Diadema               | 4º (Série A3)  | Estádio Municipal         | 5 000      | 0 (não possui)     |
| Atlético Sorocaba | Sorocaba              | 19º (Série A1) | Walter Ribeiro            | 13 772     | 0 (não possui)     |
| Batatais          | Batatais              | 10º (Série A2) | Oswaldo Scatena           | 13 000     | 0 (não possui)     |
| Catanduvense      | Catanduva             | 11º (Série A2) | Silvio Salles             | 16 444     | 0 (não possui)     |
| Comercial         | Ribeirão Preto        | 17º (Série A1) | Palma Travassos           | 18 277     | 1 (1958)           |
| Ferroviária       | Araraquara            | 9º (Série A2)  | Arena da Fonte Luminosa   | 20 950     | 2 (último em 1966) |
| Guarani           | Campinas              | 13º (Série A2) | Brinco de Ouro            | 29 130     | 1 (1949)           |
| Guaratinguetá     | Guaratinguetá         | 15º (Série A2) | Dario Rodrigues Leite     | 16 095     | 0 (não possui)     |
| Independente      | Limeira               | 2º (Série A3)  | Agostinho Prada           | 9 483      | 0 (não possui)     |
| Matonense         | Matão                 | 3º (Série A3)  | Hudson Buck Ferreira      | 14 500     | 1 (1997)           |
| Mirassol          | Mirassol              | 5º (Série A2)  | José Maria de Campos Maia | 15 000     | 0 (não possui)     |
| Monte Azul        | Monte Azul Paulista   | 8º (Série A2)  | Otacilia Patrício Arroyo  | 13 100     | 1 (2009)           |
| Novorizontino     | Novo Horizonte        | 1º (Série A3)  | Jorge Ismael de Biase     | 14 096     | 0 (não possui)     |
| Oeste             | Itápolis              | 18º (Série A1) | Amaros                    | 14 074     | 1 (2003)           |
| Paulista          | Jundiaí               | 20º (Série A1) | Jayme Cintra              | 15 155     | 2 (último em 2001) |
| Rio Branco        | Americana             | 14° (Série A2) | Décio Vitta               | 16 300     | 0 (não possui)     |
| Santo André       | Santo André           | 6º (Série A2)  | Bruno José Daniel         | 14 185     | 3 (último em 2008) |
| São Caetano       | São Caetano do Sul    | 16º (Série A2) | Anacleto Campanella       | 16 744     | 1 (2000)           |
| União Barbarense  | Santa Bárbara d'Oeste | 12º (Série A2) | Antonio Guimarães         | 14 913     | 1 (1998)           |
| Velo Clube        | Rio Claro             | 7º (Série A2)  | Benito Agnelo Castellano  | 8 136      | 0 (não possui)     |

## Série A3

### Participantes
| Equipe              | Cidade                  | Em 2015         | Estádio                    | Capacidade | Títulos            |
| ------------------- | ----------------------- | --------------- | -------------------------- | ---------- | ------------------ |
| Atibaia             | Atibaia                 | 2º (2ª Divisão) | Salvador Russani           | 2 563      | 0 (não possui)     |
| Barretos            | Barretos                | 3º (2ª Divisão) | Antônio Gomes Martins      | 13 007     | 0 (não possui)     |
| Cotia               | Cotia                   | 14º (Série A3)  | Euclides de Almeida        | 5 000      | 0 (não possui)     |
| Flamengo            | Guarulhos               | 10º (Série A3)  | Antônio Soares de Oliveira | 6 235      | 1 (2008)           |
| Francana            | Franca                  | 16º (Série A3)  | José Lancha Filho          | 14 686     | 0 (não possui)     |
| Grêmio Barueri      | Barueri                 | 17º (Série A2)  | Arena Barueri              | 31 452     | 1 (2005)           |
| Grêmio Osasco       | Osasco                  | 19º (Série A2)  | José Liberatti             | 12 430     | 0 (não possui)     |
| Inter de Limeira    | Limeira                 | 6º (Série A3)   | José Levy Sobrinho         | 18 000     | 1 (1986)           |
| Itapirense          | Itapira                 | 18º (Série A2)  | Coronel Francisco Vieira   | 4 800      | 0 (não possui)     |
| Juventus            | São Paulo               | 13º (Série A3)  | Rua Javari                 | 4 004      | 0 (não possui)     |
| Nacional            | São Paulo               | 1º (2ª Divisão) | Nicolau Alayon             | 10 117     | 2 (último em 2000) |
| Primavera           | Indaiatuba              | 4º (2ª Divisão) | Ítalo Mário Limongi        | 7 820      | 0 (não possui)     |
| Rio Preto           | São José do Rio Preto   | 5º (Série A3)   | Anísio Haddad              | 14 126     | 2 (último em 1999) |
| Santacruzense       | Santa Cruz do Rio Pardo | 15º (Série A3)  | Leônidas Camarinha         | 7 500      | 1 (1962)           |
| São José            | São José dos Campos     | 20º (Série A2)  | Martins Pereira            | 16 500     | 1 (1965)           |
| São José dos Campos | São José dos Campos     | 8º (Série A3)   | Martins Pereira            | 16 500     | 0 (não possui)     |
| Sertãozinho         | Sertãozinho             | 7º (Série A3)   | Frederico Dalmaso          | 7 860      | 2 (último em 2004) |
| Taubaté             | Taubaté                 | 11º (Série A3)  | Joaquim de Morais Filho    | 9 600      | 1 (2003)           |
| Tupã                | Tupã                    | 12º (Série A3)  | Alonso de Carvalho Braga   | 5 515      | 0 (não possui)     |
| Votuporanguense     | Votuporanga             | 9º (Série A3)   | Plínio Marin               | 7 464      | 0 (não possui)     |

## Segunda Divisão

### Participantes
| Equipe              | Cidade                | Estádio                    | Capacidade | Títulos            |
| ------------------- | --------------------- | -------------------------- | ---------- | ------------------ |
| América             | São José do Rio Preto | Benedito Teixeira          | 32 936     | 0 (não possui)     |
| Amparo              | Amparo                | José Araújo Cintra         | 4 675      | 0 (não possui)     |
| Assisense           | Assis                 | Antônio Viana Silva        | 8 525      | 0 (não possui)     |
| Bandeirante         | Birigui               | Pedro Marin Berbel         | 8 240      | 1 (1963)           |
| Barcelona           | São Paulo             | Aníbal de Freitas          | 7 000      | 0 (não possui)     |
| Desportivo Brasil   | Porto Feliz           | Dr. Julien Fouque          | 5 000      | 0 (não possui)     |
| Diadema             | Diadema               | Estádio Municipal          | 5 000      | 0 (não possui)     |
| ECUS                | Suzano                | Francisco Marques Figueira | 3 445      | 0 (não possui)     |
| Elosport            | Capão Bonito          | Dr. José Sidney da Cunha   | 10 022     | 0 (não possui)     |
| Esporte             | São Bernardo do Campo | Baetão                     | 5 220      | 0 (não possui)     |
| Fernandópolis       | Fernandópolis         | Cláudio Rodante            | 6 950      | 2 (último em 1994) |
| Grêmio Prudente     | Presidente Prudente   | Prudentão                  | 45 954     | 1 (2007)           |
| Guarulhos           | Guarulhos             | Antônio Soares de Oliveira | 6 235      | 0 (não possui)     |
| Inter de Bebedouro  | Bebedouro             | Sócrates Stamato           | 10 020     | 0 (não possui)     |
| Jabaquara           | Santos                | Espanha                    | 7 228      | 0 (não possui)     |
| José Bonifácio      | José Bonifácio        | Pereirão                   | 5 662      | 0 (não possui)     |
| Lemense             | Leme                  | Bruno Lazzarini            | 6 701      | 1 (1978)           |
| Manthiqueira        | Guaratinguetá         | Dario Rodrigues Leite      | 16 095     | 0 (não possui)     |
| Mauaense            | Mauá                  | Pedro Benedetti            | 8 567      | 1 (2003)           |
| Noroeste            | Bauru                 | Alfredo de Castilho        | 18 866     | 0 (não possui)     |
| Olé Brasil          | Ribeirão Preto        | Palma Travassos            | 17 775     | 0 (não possui)     |
| Olímpia             | Olímpia               | Maria Tereza Breda         | 15 000     | 0 (não possui)     |
| Osvaldo Cruz        | Osvaldo Cruz          | Breno Ribeiro do Val       | 11 784     | 0 (não possui)     |
| Palmeirinha         | Porto Ferreira        | Vila Famosa                | 5 558      | 0 (não possui)     |
| Portuguesa Santista | Santos                | Ulrico Mursa               | 8 392      | 0 (não possui)     |
| São Carlos          | São Carlos            | Luís Augusto de Oliveira   | 10 000     | 1 (2005)           |
| Taboão da Serra     | Taboão da Serra       | José Ferez                 | 4 410      | 1 (2010)           |
| Tanabi              | Tanabi                | Alberto Victolo            | 8 400      | 0 (não possui)     |
| União Suzano        | Suzano                | Francisco Marques Figueira | 3 445      | 0 (não possui)     |
| VOCEM               | Assis                 | Antônio Viana Silva        | 8 525      | 0 (não possui)     |